# Álvaro de Navia Osorio y Vigil

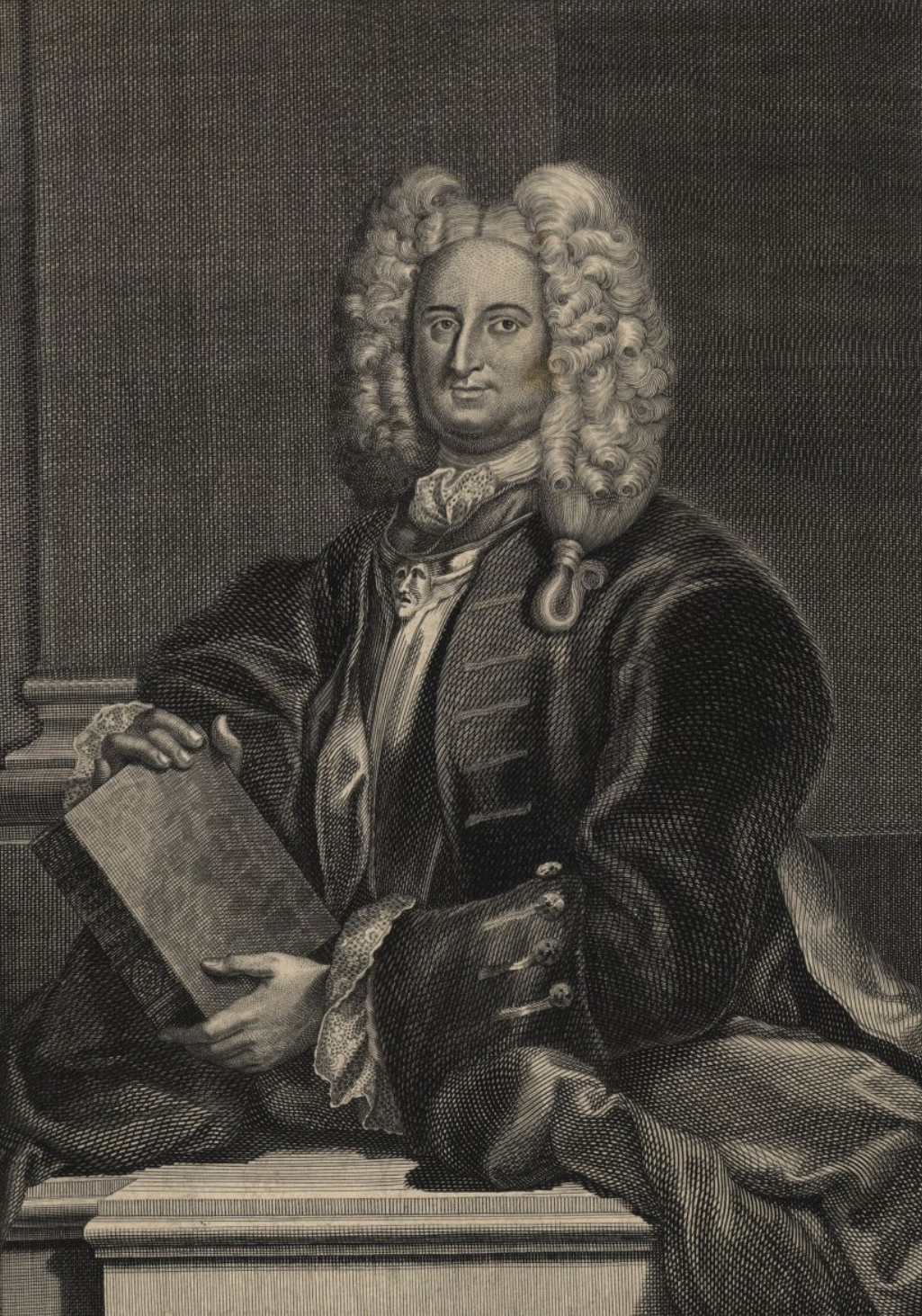
Don Álvaro Navia-Osorio y Vigil

Don Álvaro Navia-Osorio y Vigil, der dritte Marquis Santa Cruz de Marcenado (* 1684 in Santa Maria de Vega, Asturien; † 1732 in Oran, Algerien) war ein spanischer Diplomat, General und Militärschriftsteller; er fiel im Jahre 1732 bei einem Militäreinsatz bei Oran in Nordafrika. Zum Zeitpunkt seines Todes war er spanischer Statthalter in Oranien und kämpfte gegen einen von osmanischen Truppen unterstützten Aufstand gegen Spanien.
In den Jahren 1726 bis 1730 schrieb Santa Cruz de Marcenado sieben Bände mit Militärischen Reflexionen, veröffentlicht in Turin und Paris. Einer dieser Bände befasst sich insbesondere mit der Verhinderung von Aufständen und mit der Aufstandsbekämpfung. Santa Cruz war wahrscheinlich der erste Autor, der sich diesem Themenfeld systematisch widmete, und es ist eine tragische Ironie, dass er gerade bei der Aufstandsbekämpfung in einer spanischen Kolonie in Nordafrika ums Leben kam.

## Werke
- Reflexiones Militares (Turin: Juan Francisco Mairesse, 1724–1727 und Paris: Simon Langlois, 1730)
- Eine exzellente, gekürzte Fassung seiner Werke findet sich in Zanthier, Friedrich Wilhelm v.: Freyer Auszug aus des Herrn Marquis de Santa Cruz de Marzenado, Gedanken von Kriegs- und Staatsgeschäften, nebst einem Versuch über die Kunst den Krieg zu studieren. (Göttingen und Gotha: 1775)

## Bibliographie
- Beatrice Heuser: „Santa Cruz de Marcenado“, in: Thomas Jäger, Rasmus Beckmann (Hrsg.): Handbuch Kriegstheorien, Verlag für Sozialwissenschaften, Wiesbaden 2011, S. 191–197.

| Personendaten    | Personendaten                                          |
| ---------------- | ------------------------------------------------------ |
| NAME             | Navia Osorio y Vigil, Álvaro de                        |
| ALTERNATIVNAMEN  | Santa Cruz de Marcenado, Álvaro Navia Osorio           |
| KURZBESCHREIBUNG | spanischer Diplomat, General und Militärschriftsteller |
| GEBURTSDATUM     | 1684                                                   |
| GEBURTSORT       | Santa Maria de Vega, Asturien                          |
| STERBEDATUM      | 1732                                                   |
| STERBEORT        | Oran, Algerien                                         |